# Magnus Dahl
Magnus Dahl (* 28. September 1988 in Oslo) ist ein ehemaliger norwegischer Handballspieler.

## Karriere
Magnus Dahl spielte in Norwegen bei Nordstrand IF, Follo HK und Fyllingen Håndball, mit dem er 2009 die Meisterschaft gewann. Mit Fyllingen spielte er in der Saison 2008/09 im Europapokal der Pokalsieger und 2009/10 in der EHF Champions League. 2010 wechselte der 1,98 Meter große und 96 Kilogramm schwere  Handballtorwart nach Frankreich zu Paris Handball. In der Saison 2012/13 hütete er in der spanischen Liga ASOBAL bei Atlético Madrid das Tor und stand ab dem Sommer 2013 beim deutschen Bundesligisten HSG Wetzlar unter Vertrag. Im Januar 2015 wurde sein Vertrag mit Wetzlar in beiderseitigem Einvernehmen aufgelöst. Ab dem 1. Februar 2015 stand Dahl bis zum Saisonende 2014/15 beim schwedischen Erstligisten IFK Kristianstad unter Vertrag, mit dem er die schwedische Meisterschaft gewann. Nach dem Saisonende schloss er sich dem dänischen Verein Skjern Håndbold an. Mit Skjern gewann er in der Saison 2015/16 den dänischen Pokal. Nach der Saison 2016/17 beendete er seine Karriere.
Magnus Dahl bestritt 53 Länderspiele für die norwegische Nationalmannschaft. Er stand im Aufgebot für die Weltmeisterschaft 2011 sowie für die Europameisterschaft 2012 und 2014, wo er mit 47 % gehaltener Bälle in drei Vorrundenspielen prozentual der beste Torwart des Turniers war.